# Chocolate Menta Mastik
Chocolate Menta Mastik (hebreo: שוקולד מנטה מסטיק) fue una banda de música israelí surgida en la década de los años 70. Formada por un trío musical.
Representaron a Israel en el Festival de la Canción de Eurovisión 1976, con la canción Emor Shalom, donde obtuvieron un sexto puesto.

## Historia
Es una banda de música, compuesta por un trío musical integrado por las cantantes israelíes Yardena Arazi, Ruthie Holzman, Lea Lupatin y Tami Azaria que estuvo (desde 1972-1973).
Todas ellas se conocieron cuando servían en las Fuerzas de Defensa de Israel, formando parte de la banda de guerra de Nahal, tras conocerse al tiempo decidieron crear una banda de música de género Pop y música disco cuyo nombre proviene de los dulces que se venden en las salas de cine, pasando a llamarse finalmente Chocolate Menta Mastik del chocolate, la menta y el chicle, comenzando a tocar a partir del año 1970.
Tras el paso de los años desde su inicio, la banda se dio a conocer a nivel nacional consiguiendo gran fama debido ala publicación de sus tres álbumes y sus varios singles con canciones pop y música disco, consiguiendo lograr un gran número de ventas.
En el año 1975 participaron en la preselección nacional israelí Kdam Eurovision, donde lograron ser escogidos para representar a Israel en el Festival de la Canción de Eurovisión 1976 celebrado el día 3 de abril en el World Forum Convention Centre de la ciudad de La Haya (Países Bajos), con la canción Emor Shalom (hebreo: אמור שלום, español: Di hola), quedando en el sexto lugar con un total de 77 puntos obtenidos, donde el paso de la banda por el Festival de Eurovisión hizo que lograran saltar ala fama a nivel europea.
En el año 1980, Yardena Arazi, que era la principal cantante de la banda musical, entró en el mundo televisivo como presentadora de televisión teniendo que dejar la banda. Las demás cantantes Ruthie Holzman y Lea Lupatin, pasaron a formar parte del grupo Milk & Honey y también realizaron su carrera por separado a lo largo de los tiempos. Tiempo más tarde las tres cantantes tras la disolución de la banda, han realizado algunas apariciones ocasionales en diferentes especiales.

## Miembros

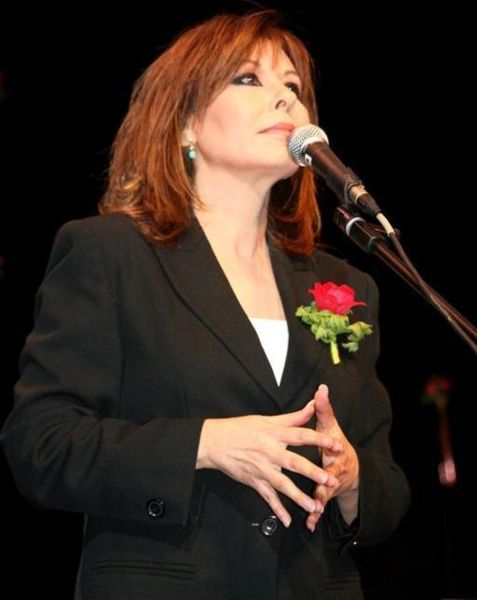
Yardena Arazi en 2006 (Fue la integrante principal en la banda)

- Yardena Arazi
- Ruthie Holzman
- Lea Lupatin

### Miembros anteriores
- Tami Azaria (1972-1973)